# Висока-при-Мораві
Висока-при-Мораві (словац. Vysoká pri Morave) — село, громада округу Малацки, Братиславський край, південно-західна Словаччина, регіон Загоріє. Кадастрова площа громади — 33,53 км².
Населення 2319 осіб (станом на 31 грудня 2017 року).

## Історія
Висока-при-Мораві згадується в 1271 році.

## Географія
Протікає Зогорський канал.

## Населення
| Рік:            | 1994. | 2004.   | 2014.    | 2024.   |
| --------------- | ----- | ------- | -------- | ------- |
| Кількість осіб: | 1790  | 1919    | 2211     | 2221    |
| Різниця:        |       | +7,20 % | +15,21 % | +0,45 % |

| Рік:            | 2023. | 2024.   |
| --------------- | ----- | ------- |
| Кількість осіб: | 2224  | 2221    |
| Різниця:        |       | -0,13 % |